# Notre-Dame de Montserrat

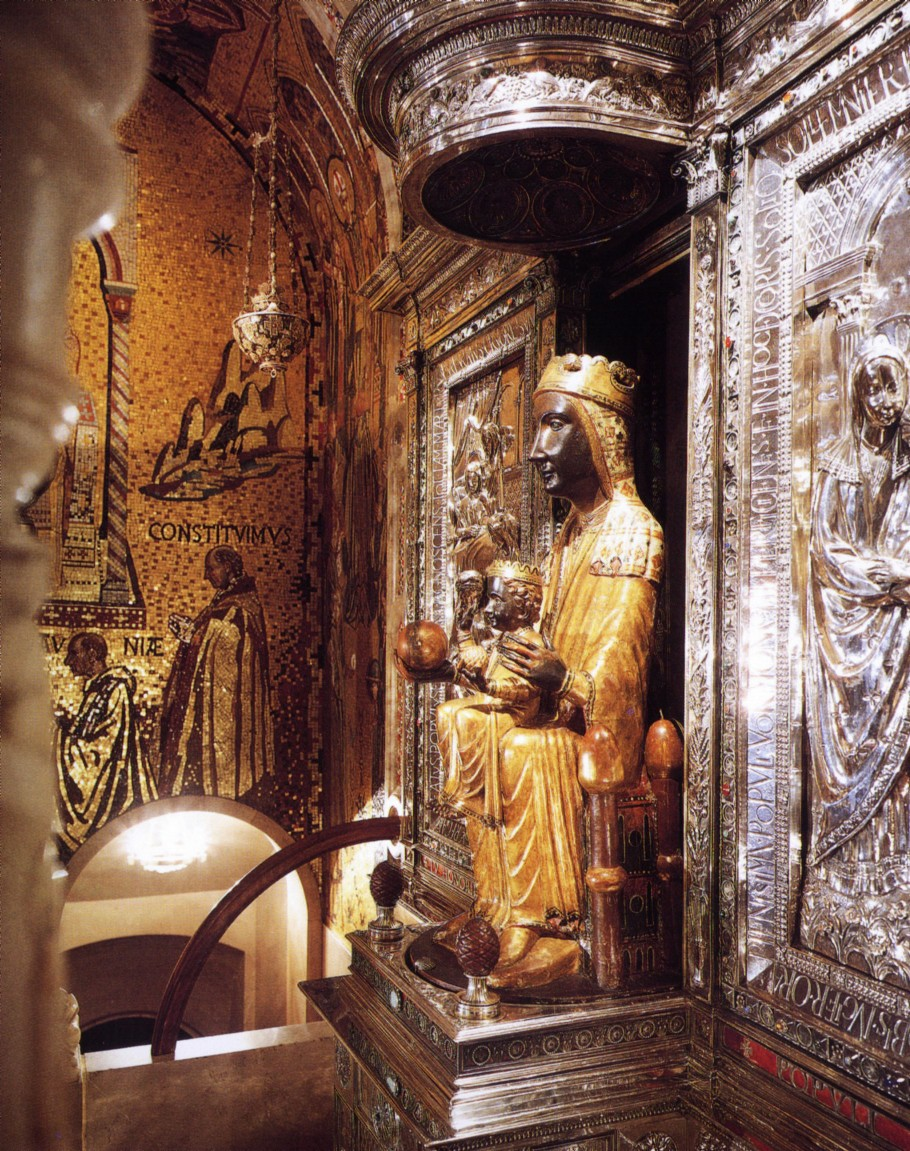
La Moreneta, située dans le monastère, est exposée en hauteur dans le lieu de culte. Les pèlerins se mettent en file pour l'approcher le long d'un étroit passage, afin de pouvoir la toucher.

La Vierge de Montserrat est une vierge noire, patronne de la Catalogne. Son nom vernaculaire est la Moreneta ; en catalan, l'expression signifie « la petite noire » ou « la petite brune », en appliquant le diminutif apportant un sens d'affection (« la brunette »).
Le noircissement de cette statue est probablement dû à une oxydation des pigments à base de plomb utilisés pour les carnations (carbonate de plomb contenu dans la céruse, coloris blanc qui est à la base de la composition utilisée dans la peinture médiévale pour figurer les carnations) et qui ont noirci avec le temps (le « blanc de plomb » se transforme en plattnérite noire). La charge symbolique de cette couleur est tellement forte qu'elle interdit tout retour à la couleur originelle.
Le 11 septembre 1881, le pape Leon XIII a déclaré officiellement la Vierge de Montserrat patronne des diocèses de Catalogne. Il lui accorda aussi le privilège d'avoir sa propre messe et ses propres offices. Sa statue a été la première image mariale d'Espagne à être couronnée canoniquement en 1881.
Elle est située dans la basilique du monastère de Santa Maria de Montserrat, qui est localisé sur la montagne sacrée des Catalans.
Sa fête se célèbre le 27 avril.

## Histoire
Dès 233, l'archange saint Michel serait descendu sur le site de Montserrat pour détruire un temple que les Romains avaient élevé à Vénus vers l'an 160.
L'histoire, dont le récit le plus ancien est un texte daté de 1239, raconte qu'en 880 des enfants dans un contexte pastoral ont eu une apparition de la Vierge dans une caverne de la montagne sacrée (grotte aujourd'hui située en contrebas du monastère), après y avoir été attirés par une lumière fugitive.
Les enfants auraient trouvé la statue et un pasteur aurait essayé de l'apporter dans la ville, mais du fait de son poids il n'aurait pas réussi à l'emporter et aurait alors interprété cela comme un souhait divin de ne pas déplacer la statue. Il a donc été construit un monastère à l'emplacement de la statue.
En réalité, ce sont les moines bénédictins qui ont apporté eux-mêmes la statue lorsqu'ils ont fondé l'abbaye au XIe siècle.

### Protection durant les guerres
En 1808, durant la guerre d'indépendance espagnole, les moines ont dû cacher la Moreneta dans la région et lui faire quitter le monastère pour la première fois en plus de sept-cents ans. De même l'année d'après, puis en 1811, Maur Picanyol, un ermite de Sant Dimes va cacher la statue pour éviter qu'elle ne soit détruite par un incendie provoqué par les Français. En 1812 et en 1822, elle quitta le monastère pour les mêmes raisons.
En 1835, lors de la destruction des couvents, l'abbé de Montserrat confie la statue à Pau Jorba, un paysan qui va la garder dans sa propre maison durant neuf ans, jusqu'à ce que le monastère soit rouvert. La statue était si bien cachée que l'évêque de Barcelone a dû contacter l'ancien abbé, exilé à Palerme pour lui demander où se trouvait la Mare de Déu de Montserrat.
Au cours du XXe siècle, elle a été à nouveau cachée pendant la Semaine tragique de 1909. Durant toute la guerre civile espagnole, la statue a été remplacée par une copie.

## La statue

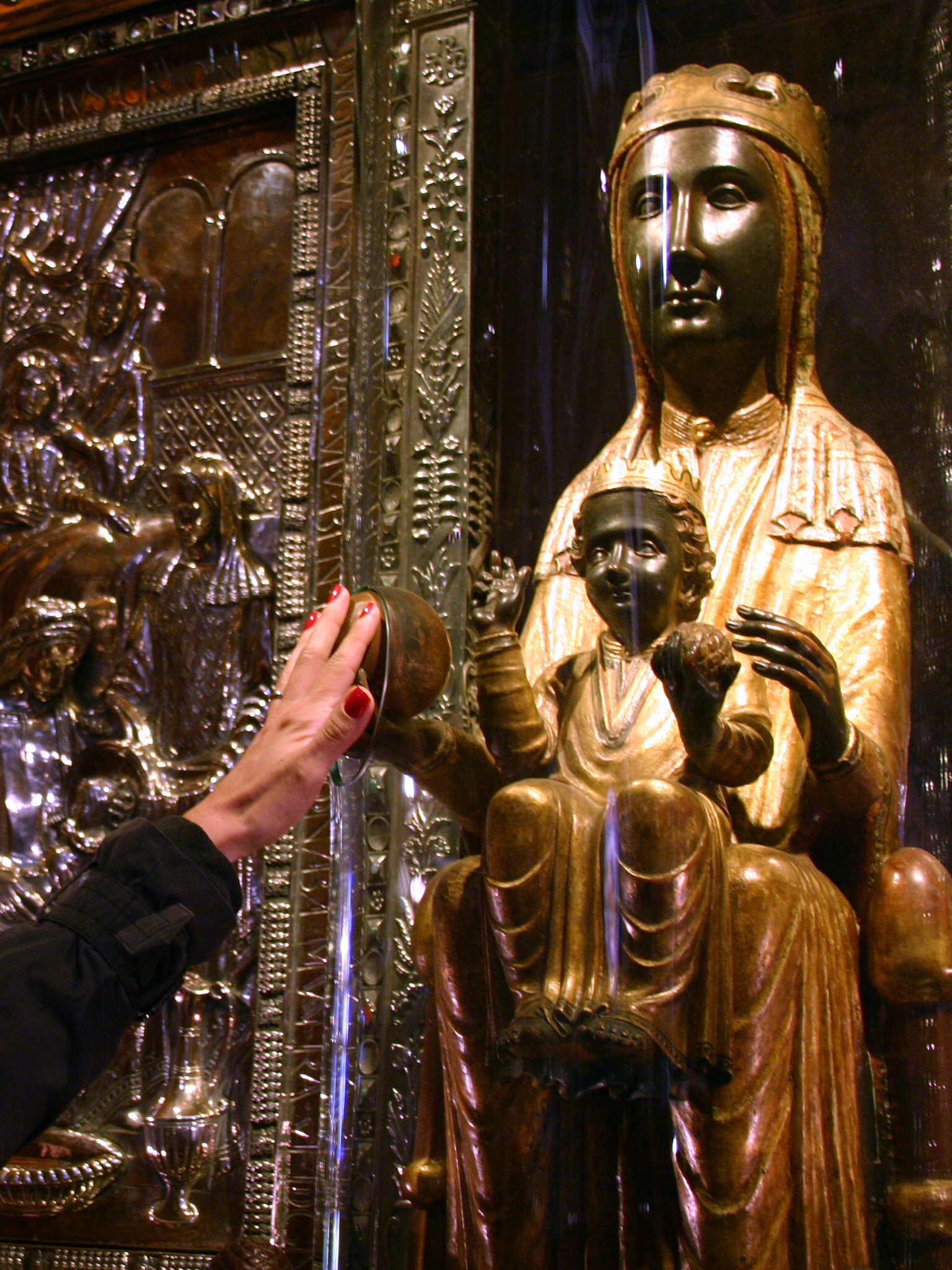
Vénération à la Moreneta.

L'effigie de Marie sur laquelle se porte la vénération, la protection et l'intercession est une statue de style roman en bois de peuplier datant du XIIe siècle. Elle représente la Vierge avec l'Enfant Jésus assis (c'est ce qu'on appelle une Sedes sapientiae, « Siège de la Sagesse » ou « Trône de la Sagesse ») et elle mesure 95 centimètres de haut. Dans sa main droite, elle soutient un globe qui symbolise l'univers et que les pèlerins viennent toucher ou baiser ; l'Enfant tient la main droite levée en signe de bénédiction (index et majeur tendus, annulaire et auriculaire replié) pendant que la main gauche soutient une pomme de pin, symbole d'immortalité.
À l'exception des visages et des mains, la statue est dorée. Le visage de l'Enfant Jésus a été retouché pour lui donner un style naturaliste étranger à l'iconographie romane.
Elle appartient au groupe des Vierges noires qui est présent dans l'Europe romane et dont la signification a donné lieu à de multiples études. Mais dans ce cas, la couleur paraît être le résultat de la transformation du vernis de sa face et de ses mains à la suite du vieillissement.